# Социјалистичка партија Албаније
Социјалистичка партија Албаније (алб. Partia Socialiste e Shqipërisë) је социјалдемократска политичка странка у Албанији. На политичком спектру припада левом центру. Основана је 13. јуна 1991. године. Придружени је члан Партије европских социјалиста, као и редовни члан Социјалистичке интернационале. Држи се проевропске политике.

## Идеологија
У својој партијској платформи из 2013, обавезала се да ће заменити паушални порез прогресивним, а такође подржава универзалну здравствену заштиту. Председник странке Еди Рама наговестио је да подржава права ЛГБТ+ особа у Албанији. Проевропска је партија, која подржава приступање Албаније Европској унији, чланство у НАТО-у, док Косово и Метохију сматра „главним стратешким партнером и савезником Албаније”.

## Председници странке
| Бр. | Председник | Председник | Рођење—смрт | Почетак мандата   | Завршетак мандата | Трајање             |
| --- | ---------- | ---------- | ----------- | ----------------- | ----------------- | ------------------- |
| 1.  | Фатос Нано |            | (1952)      | 13. јун 1991.     | 10. октобар 2005. | 14 година, 119 дана |
| 2.  | Еди Рама   |            | (1964)      | 10. октобар 2005. | данас             | 19 година, 226 дана |

## Резултати на изборима
| Избори | Гласови | %     | Мандати   | +/–        | Место | Статус    |
| ------ | ------- | ----- | --------- | ---------- | ----- | --------- |
| 1992.  | 433.602 | 23,87 | 38 / 140  | 131        | 2.    | опозиција |
| 1996.  | 335.402 | 20,37 | 10 / 140  | 28         | 2.    | опозиција |
| 1997.  | 413.369 | 52,75 | 101 / 155 | 97         | 1.    | влада     |
| 2001.  | 555.272 | 42.27 | 73 / 140  | 28         | 1.    | влада     |
| 2005.  | 538.906 | 39,44 | 42 / 140  | 31         | 2.    | опозиција |
| 2009.  | 620.586 | 40,85 | 65 / 140  | 23         | 1.    | опозиција |
| 2013.  | 713.407 | 41,36 | 65 / 140  | Стагнација | 1.    | влада     |
| 2017.  | 764.761 | 48,19 | 74 / 140  | 9          | 1.    | влада     |
| 2021.  | 768.177 | 48,68 | 74 / 140  | Стагнација | 1.    | влада     |
| 2025.  | 776.504 | 52,26 | 83 / 140  | 9          | 1.    | влада     |